# Serbiens damjuniorlandslag i volleyboll
Serbiens damjuniorlandslag i volleyboll representerar Serbien i juniorsammanhang på damsidan i volleyboll. De har överlag varit mycket framgångsrika i de olika åldersklasserna med medaljer både på EM och VM-nivå.

## Resultat
| Tävling    | Guld | Silver | Brons |
| U21/U22-EM | -    | 1      | -     |

| Kronologisk resultatlista | Kronologisk resultatlista | Kronologisk resultatlista |
| ------------------------- | ------------------------- | ------------------------- |
| Pos.                      | Tävling                   | År                        |
| 2                         | U21/U22-EM                | 2024                      |

| Tävling    | Guld | Silver | Brons |
| U21/U22-EM | -    | 1      | -     |

| Kronologisk resultatlista | Kronologisk resultatlista | Kronologisk resultatlista |
| ------------------------- | ------------------------- | ------------------------- |
| Pos.                      | Tävling                   | År                        |
| 2                         | U21/U22-EM                | 2024                      |

| Tävling    | Guld | Silver | Brons |
| U21/U22-EM | -    | 1      | -     |

| Kronologisk resultatlista | Kronologisk resultatlista | Kronologisk resultatlista |
| ------------------------- | ------------------------- | ------------------------- |
| Pos.                      | Tävling                   | År                        |
| 2                         | U21/U22-EM                | 2022                      |
| 7                         | U20/U21-VM                | 2023                      |

| Tävling    | Guld | Silver | Brons |
| U21/U22-EM | -    | 1      | -     |

| Kronologisk resultatlista | Kronologisk resultatlista | Kronologisk resultatlista |
| ------------------------- | ------------------------- | ------------------------- |
| Pos.                      | Tävling                   | År                        |
| 2                         | U21/U22-EM                | 2022                      |
| 7                         | U20/U21-VM                | 2023                      |

| Tävling    | Guld | Silver | Brons |
| U20/U21-VM | -    | 1      | -     |

| Kronologisk resultatlista | Kronologisk resultatlista | Kronologisk resultatlista |
| ------------------------- | ------------------------- | ------------------------- |
| Pos.                      | Tävling                   | År                        |
| 13                        | U20/U21-VM                | 2011                      |
| 7                         | U20/U21-VM                | 2013                      |
|                           | U20/U21-VM                | 2015                      |
| 10                        | U20/U21-VM                | 2017                      |
| 9                         | U20/U21-VM                | 2019                      |
| 2                         | U20/U21-VM                | 2021                      |
| 7                         | U19/U20-EM                | 2024                      |

| Tävling    | Guld | Silver | Brons |
| U20/U21-VM | -    | 1      | -     |

| Kronologisk resultatlista | Kronologisk resultatlista | Kronologisk resultatlista |
| ------------------------- | ------------------------- | ------------------------- |
| Pos.                      | Tävling                   | År                        |
| 13                        | U20/U21-VM                | 2011                      |
| 7                         | U20/U21-VM                | 2013                      |
|                           | U20/U21-VM                | 2015                      |
| 10                        | U20/U21-VM                | 2017                      |
| 9                         | U20/U21-VM                | 2019                      |
| 2                         | U20/U21-VM                | 2021                      |
| 7                         | U19/U20-EM                | 2024                      |

| Tävling    | Guld | Silver | Brons |
| U19/U20-EM | 1    | 5      | -     |

| Kronologisk resultatlista | Kronologisk resultatlista | Kronologisk resultatlista |
| ------------------------- | ------------------------- | ------------------------- |
| Pos.                      | Tävling                   | År                        |
| 4                         | U19/U20-EM                | 2008                      |
| 2                         | U19/U20-EM                | 2010                      |
| 2                         | U19/U20-EM                | 2012                      |
| 1                         | U19/U20-EM                | 2014                      |
| 2                         | U19/U20-EM                | 2016                      |
| 5                         | U19/U20-EM                | 2018                      |
| 2                         | U19/U20-EM                | 2020                      |
| 4                         | Europaungdoms-OS          | 2022                      |
| 2                         | U19/U20-EM                | 2022                      |
| 17                        | U18/U19-VM                | 2023                      |

| Tävling    | Guld | Silver | Brons |
| U19/U20-EM | 1    | 5      | -     |

| Kronologisk resultatlista | Kronologisk resultatlista | Kronologisk resultatlista |
| ------------------------- | ------------------------- | ------------------------- |
| Pos.                      | Tävling                   | År                        |
| 4                         | U19/U20-EM                | 2008                      |
| 2                         | U19/U20-EM                | 2010                      |
| 2                         | U19/U20-EM                | 2012                      |
| 1                         | U19/U20-EM                | 2014                      |
| 2                         | U19/U20-EM                | 2016                      |
| 5                         | U19/U20-EM                | 2018                      |
| 2                         | U19/U20-EM                | 2020                      |
| 4                         | Europaungdoms-OS          | 2022                      |
| 2                         | U19/U20-EM                | 2022                      |
| 17                        | U18/U19-VM                | 2023                      |

| Tävling    | Guld | Silver | Brons |
| U18/U19-VM | -    | 1      | 1     |
| U17/U18-EM | -    | 3      | 1     |

| Kronologisk resultatlista | Kronologisk resultatlista | Kronologisk resultatlista |
| ------------------------- | ------------------------- | ------------------------- |
| Pos.                      | Tävling                   | År                        |
| 2                         | U17/U18-EM                | 2007                      |
|                           | U18/U19-VM                | 2007                      |
| 2                         | U17/U18-EM                | 2009                      |
| 2                         | U18/U19-VM                | 2009                      |
| 3                         | U17/U18-EM                | 2011                      |
| 3                         | U18/U19-VM                | 2011                      |
| 4                         | U17/U18-EM                | 2013                      |
|                           | U18/U19-VM                | 2013                      |
| 2                         | U17/U18-EM                | 2015                      |
| 5                         | U18/U19-VM                | 2015                      |
| 4                         | U17/U18-EM                | 2017                      |
| 13                        | U18/U19-VM                | 2017                      |
| 4                         | U18/U19-VM                | 2021                      |

| Tävling    | Guld | Silver | Brons |
| U18/U19-VM | -    | 1      | 1     |
| U17/U18-EM | -    | 3      | 1     |

| Kronologisk resultatlista | Kronologisk resultatlista | Kronologisk resultatlista |
| ------------------------- | ------------------------- | ------------------------- |
| Pos.                      | Tävling                   | År                        |
| 2                         | U17/U18-EM                | 2007                      |
|                           | U18/U19-VM                | 2007                      |
| 2                         | U17/U18-EM                | 2009                      |
| 2                         | U18/U19-VM                | 2009                      |
| 3                         | U17/U18-EM                | 2011                      |
| 3                         | U18/U19-VM                | 2011                      |
| 4                         | U17/U18-EM                | 2013                      |
|                           | U18/U19-VM                | 2013                      |
| 2                         | U17/U18-EM                | 2015                      |
| 5                         | U18/U19-VM                | 2015                      |
| 4                         | U17/U18-EM                | 2017                      |
| 13                        | U18/U19-VM                | 2017                      |
| 4                         | U18/U19-VM                | 2021                      |

| Tävling    | Guld | Silver | Brons |
| U17/U18-EM | -    | -      | 1     |

| Kronologisk resultatlista | Kronologisk resultatlista | Kronologisk resultatlista |
| ------------------------- | ------------------------- | ------------------------- |
| Pos.                      | Tävling                   | År                        |
| 9                         | U17/U18-EM                | 2018                      |
| 3                         | U17/U18-EM                | 2020                      |
| 4                         | U17/U18-EM                | 2022                      |
| 11                        | U16/U17-EM                | 2023                      |

| Tävling    | Guld | Silver | Brons |
| U17/U18-EM | -    | -      | 1     |

| Kronologisk resultatlista | Kronologisk resultatlista | Kronologisk resultatlista |
| ------------------------- | ------------------------- | ------------------------- |
| Pos.                      | Tävling                   | År                        |
| 9                         | U17/U18-EM                | 2018                      |
| 3                         | U17/U18-EM                | 2020                      |
| 4                         | U17/U18-EM                | 2022                      |
| 11                        | U16/U17-EM                | 2023                      |

| Webbplats | http://www.ossrb.org/ |      |
| Sport | volleyboll            |      |
| Resultat |                       |      |
| \| Kronologisk resultatlista \| Kronologisk resultatlista \| Kronologisk resultatlista \| \| ------------------------- \| ------------------------- \| ------------------------- \| \| Pos. \| Tävling \| År \| \| 6 \| U16/U17-EM[26] \| 2019 \| \| 5 \| U16/U17-EM[27] \| 2021 \| |                       |      |
| Redigera uppgifter i faktarutan |                       |      |
| Kronologisk resultatlista |                       |      |
| Pos. | Tävling               | År   |
| 6 | U16/U17-EM            | 2019 |
| 5 | U16/U17-EM            | 2021 |

| Kronologisk resultatlista | Kronologisk resultatlista | Kronologisk resultatlista |
| ------------------------- | ------------------------- | ------------------------- |
| Pos.                      | Tävling                   | År                        |
| 6                         | U16/U17-EM                | 2019                      |
| 5                         | U16/U17-EM                | 2021                      |